# Koszajec (okres Pruszków)
Koszajec je vesnice v Polsku nacházející se v Mazovském vojvodství, v okrese Pruszków, v gmině Brwinów.
V letech 1975-1998 vesnice náležela administrativně do Varšavského vojvodství.
Ve vesnici se nachází zničený evangelický hřbitov německých osadníků.
Na území Koszajce se nachází několik rybníků. Přes vesnici vedou silnice z Brwinówa do Moszny a z Koszajce přes Krosnu do Biskupic.
Přes Koszajec vede dálnice A2 v úseku ze Strykówa do Konotopy.

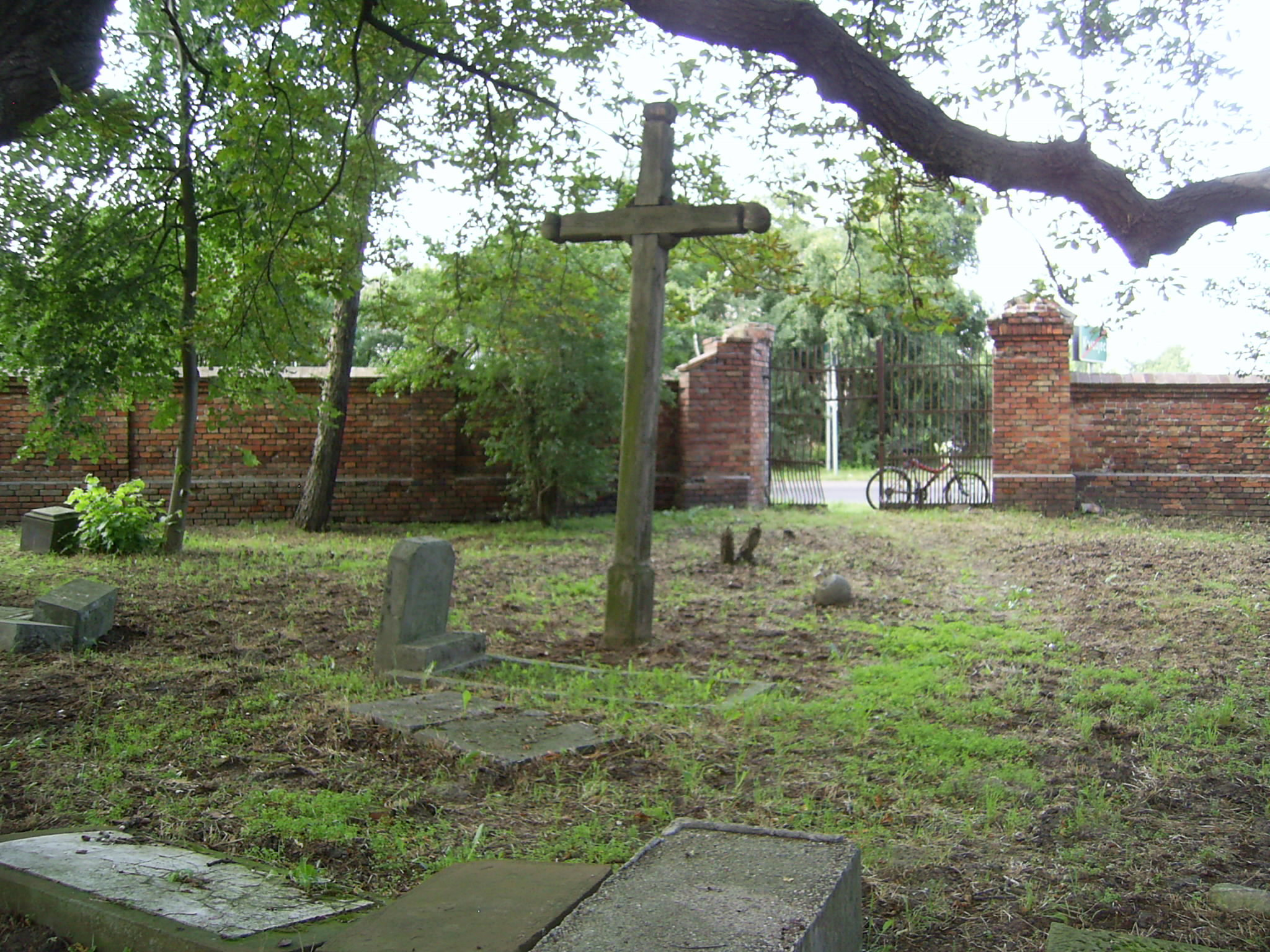
Evangelický hřbitov v Koszajcu
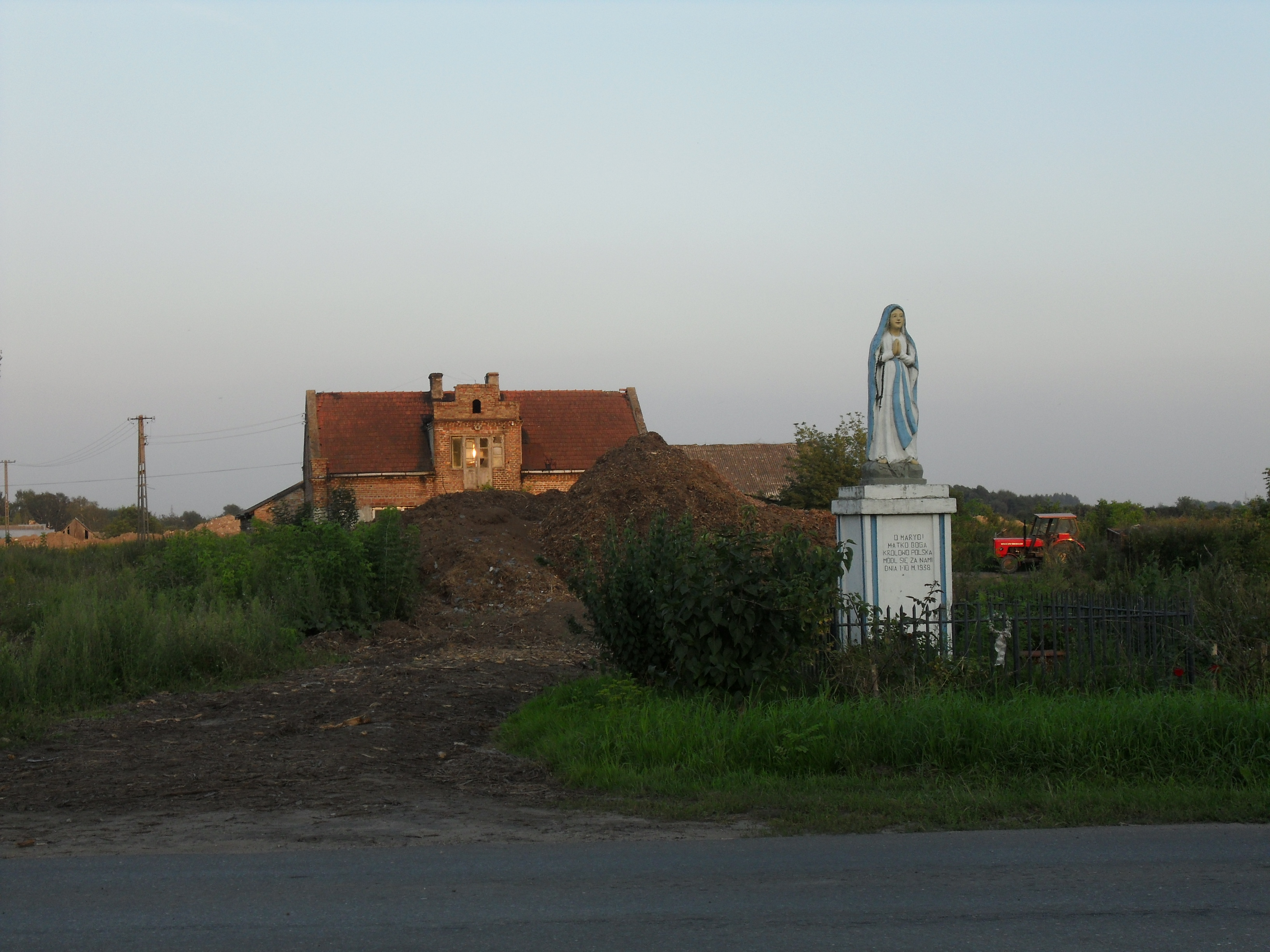
Kaplička u křižovatky v Koszajcu